# Nikolaus Amhof
Nikolaus Amhof (* 19. Oktober 1962 in Wien) ist ein österreichischer Politiker (FPÖ).

## Leben und Karriere
Nikolaus Amhof wurde am 19. Oktober 1962 in Wien geboren und absolvierte hier auch seine Schulbildung. Nach der Volksschule besuchte er von 1972 bis 1980 das Gymnasium in Strebersdorf und begann in weiterer Folge im Jahre 1982 ein Studium der Rechtswissenschaft, das er bis 1987 fortführte. Bereits in seiner Jugend war Amhof mit Heinz-Christian Strache befreundet und gehörte mit diesem dem Ring Freiheitlicher Jugend Österreich (RFJ) an. In den Jahren 1992 bis 1996 wurde er beim Österreichischen Bundesheer zum Offizier ausgebildet und ging danach in die Selbstständigkeit. Bereits während seiner Zeit beim Bundesheer nahmen seine politischen Tätigkeiten zu, wobei er unter anderem von 1993 bis 1994 als Obmann des Rings Freiheitlicher Jugend Österreich in Erscheinung trat. Aufgrund von Rechtslastigkeit wurde er in weiterer Folge vom RFJ ausgeschlossen.
Bereits im Jahre 1995 wurde Amhof zum Bezirksparteiobmann der FPÖ Wien-Alsergrund gewählt und ist seitdem in dieser Funktion tätig. Im Jahre 1996 wurde Amhof erstmals in den Wiener Gemeinderat und Landtag gewählt und gehörte diesem in der 16. Wahlperiode als Mitglied der Freiheitlichen Partei Österreichs (FPÖ) an. Von 2003 bis 2015 übernahm er als Bezirksrat der FPÖ auch die Bezirksvertretung für Wien-Alsergrund und war von 2003 bis 2015 als Bundesgeschäftsführer des RFJ tätig. Zudem übernahm er im Jahre 2006 die Aufgaben des Finanzreferenten des RFJ. Mit der abermaligen Wahl in den Wiener Gemeinderat und Landtag im November 2015 legte Amhof nach über einem Jahrzehnt seine Funktion als Bezirksvertreter zurück. Von 2015 bis 2020 trat er als Abgeordneter zum Wiener Landtag und Mitglied des Wiener Gemeinderats der 20. Wahlperiode in Erscheinung. Seit dem 10. Juni 2025 ist er Mitglied des Bundesrates.
1998 war Amhof in Lutz Dammbecks Dokumentarfilm Das Meisterspiel zu sehen.
Sein jüngerer Bruder Gregor tritt ebenfalls als Kommunalpolitiker in Erscheinung und übt seit 1996 das Amt des FPÖ-Bezirksrats am Alsergrund und seit 2001 die Funktion des FPÖ-Klubobmanns am Alsergrund aus.